# جسیکا ساموئلسون
جسیکا ساموئلسون (سوئدی: Jessica Samuelsson؛ زادهٔ ۳۰ ژانویهٔ ۱۹۹۲) بازیکن فوتبال اهل سوئد است.

## باشگاهی
از باشگاه‌هایی که در آن بازی کرده‌است می‌توان به باشگاه فوتبال لینشوپینگ اشاره کرد.

## تیم ملی
وی همچنین در تیم ملی فوتبال زنان سوئد بازی کرده‌است.
وی در مسابقات کشوری و بین‌المللی در مجموع برندهٔ ۱ مدال نقره شده‌است.